# Eleccions municipals de 1995 a Aiguamúrcia
Les eleccions municipals de 1995 a Aiguamúrcia van ser unes eleccions locals que es van celebrar el diumenge 28 de maig de 1995 a Aiguamúrcia, a l'Alt Camp, com a part de les eleccions municipals espanyoles. Es van triar els 7 regidors de l'Ajuntament d'Aiguamúrcia.

## Sistema electoral
Les eleccions als ajuntaments de l'Estat espanyol estan fixades per celebrar-se el quart diumenge de maig cada quatre anys. El sistema electoral fa servir la regla D'Hondt amb representació proporcional, llistes tancades i una barrera electoral del 5% dels vots vàlids, que inclou els vots en blanc. La votació per a l'assemblea local es basa en el sufragi universal.
En les eleccions municipals, la circumscripció electoral és el municipi i el nombre d'escons (o sigui, regidors) a triar del municipi es determina en funció del nombre d'habitants censats en aquest municipi. En el cas d'Aiguamúrcia, en tenir 480 persones censades, l'hi correspon 7 regidors.

## Candidatures
El 2 de maig del mateix any, la Junta Electoral de Zona del Vendrell va proclamar dues úniques candidatures del municipi d'Aiguamúrcia en el Butlletí Oficial de la Província de Tarragona.
| Partit polític | Partit polític                             | Cap de llista                   | Resta de candidats |
| -------------- | ------------------------------------------ | ------------------------------- | --- |
|                | Convergència i Unió (CiU)                  | José Jesús Escoda Anguera (CDC) | Llista - Jaime Nin Bargans (Ind.) - Lorenzo Rovira Solé (CDC) - Alfonso Jorro Valdés (Ind.) - Juan José Arnavat Martínez (Ind.) - José Figueras Ballart (Ind.) - Salvador Rus Montserrat (Ind.) Suplents: Roser Murtro Artigal, Juan Artigal Canela, José Maria Fuguet Monné |
|                | Partit dels Socialistes de Catalunya (PSC) | Pere Torné Alari                | Llista - Maria Mercè Ortín Segalà - Juan Vives Font - Luis Martí Domingo - José Javier Martí Ventura - Juan Ayllón Hernandez - Magín Armejach Carreño - Francisco Padro Banach - Santiago Cardó Leiva - Francisca Ferré Mirall Suplents: -                                   |

## Jornada electoral

### Constitució de les meses
En aquell moment, Aiguamúrcia tenia una població de 580 habitants, dels quals 480 persones van ser cridades a votar en una de les dues meses que es van constituir al municipi.

### Participació
La participació en aquestes eleccions va ser de 81,7%, el qual cosa implica que un total de 392 ciutadans del municipi van decidir exercir el seu dret a vot. Comparant aquesta participació amb la mitjana catalana, Aiguamúrcia va registrar una xifra molt més alta, situant-se en 16,9 punts percentuals per sobre.
A continuació, es presenta una taula amb els percentatges de participació registrats a diferents hores del dia de les eleccions:
| Hores              | Aiguamúrcia    |
| ------------------ | -------------- |
| Participació (14h) | 37,9% ( -1,2%) |
| Participació (18h) | 58,1% ( -4,5%) |
| Participació (20h) | 81,7% ( -0,6%) |